# Lope de Barrientos
Lope de Barrientos (* 1382 in Medina del Campo, Spanien; † 1469 in Cuenca, Spanien) war ein Kleriker zur Zeit der kastilischen Krone. Unter anderem wirkte er als Theologieprofessor an der Universität von Salamanca, als Bischof von Segovia und Avila sowie als Inquisitor.
Schwierig zu beurteilen ist sein Verhältnis zu Álvaro de Luna, Günstling Johanns II. von Kastilien, dessen Nachfolge als Machthaber Kastiliens er für die Dauer etwa eines Jahres bis zum Tod Johanns II. antrat.
Dem Ursprung nach war de Barrientos Sohn eines Dieners am Hofe Ferdinands I. von Aragón.

## Werke (Auswahl)
- Clavis Sapientiae –  seine früheste überlieferte Arbeit, eine theologisch-philosophische Enzyklopädie über die damalige Zeit;
- Opusculum super intellectu quorumdam verborum cuiusdam decreti contenti in volumine decretorum, ubi Gratianus, tractans de materia sacrilegii, XVII, q. III, ait: sacrilegii quoque reatum incurrit, qui iudaeis publica officia committit – eine Diskussion über gesellschaftliche  Konflikte, die laut Barrientos durch die Juden verursacht wurden;
- Tratado de caso e fortuna – der scholastischen Lehre folgend und mit deutlichen Bezügen zu Aristoteles
- Tractado de la divinança – Traktat über die Göttlichkeit